# Joaquim de Bolòs i Saderra
Joaquim de Bolòs i Saderra (Olot, Província de Girona, 1856 — Barcelona, Barcelonès, 1937) fou un advocat, publicista català i historiador del Carlisme. Era germà del farmacèutic i botànic Jaume de Bolòs i Saderra (1852-1914). Va començar a estudiar dret, però deixà els estudis un temps per a enrolar-se voluntari en l'exèrcit carlí en la Tercera Guerra Carlina (1872-1876). Després acabà els estudis i el 1887 fou jutge suplent del districte de l'Hospital a Barcelona, encara que també treballà com a magatzemista de maquinària i ferreteria. Joaquim i Ramon Jordana redactaren en 1900 un estatut regional de Catalunya que presentaren al pretendent carlí Carles VII a Venècia. Fou vocal del Consell d'Administració del Foment de Cases Barates, soci de Foment del Treball Nacional, de la Cambra de Comerç, Indústria i Navegació de Barcelona i de la Societat Econòmica Barcelonesa d'Amics del País. A les eleccions municipals de 1917 fou elegit regidor jaumista (carlí). L'any 1920 fou expulsat de la Comunió Tradicionalista per acord de la Junta Regional.

## Obres
- La Guerra civil en Cataluña (1872-1876) (1928)
- El Carlismo en Cataluña (1930)